# 창원 주남돌다리
창원 주남돌다리(昌原 注南돌다리)는 대한민국 경상남도 창원시 의창구 대산면에 있는, 동읍과 대산면의 경계를 이루는 주천강에 놓인 다리이다. 1996년 3월 11일 경상남도의 문화재자료 제225호로 지정되었다.

## 현지 안내문
창원의 동읍과 대산면의 경계를 이루는 주천강에 놓인 돌다리이다.
'주남새다리'라고도 불리는데, 동읍 판신 마을과 대산면 고등포 마을을 이어주는 구실을 하고 있다. 다리는 간격을 두어 양쪽에 돌을 쌓아올린 뒤, 그 위로 여러 장의 평평한 돌을 걸쳐놓은 모습이다. 800여년전 강 양쪽의 주민들이 정병산 봉우리에서 길이 4m가 넘는 돌을 옮겨와 다리를 놓았다는 전설이 전해 내려온다.
1969년 집중호우로 대부분이 붕괴된 것을 1996년 복원한 것으로 다리를 세운 정확한 시기나 경위 등은 알려진 것이 없다.

## 참고 자료
- 창원 주남돌다리 - 국가유산청 국가유산포털